# Зло Франкенштейна
«Зло Франкенштейна» (англ. The Evil of Frankenstein, 1964) — английский фантастический фильм ужасов режиссёра Фредди Френсиса. Один из двух спин-оффов франкенштейновской франшизы студии Hammer, которые не режиссировал Теренс Фишер, но объединен с «каноном» участием Питера Кушинга.

## Сюжет
После экспериментов с частями тела, которые привели его в полуподпольное существование, барон Франкенштейн (Питер Кашинг) вместе с молодым ассистентом Гансом (Шандор Элеш) решает возвратиться в Карлсштадт в своё родовое имение, которое ему пришлось покинуть, в надежде продать что либо из имущества. Сидя в запыленном разграбленном зале у камина он вспоминает, как его синтетический монстр (Киви Кингстоун) бежал из лаборатории и был застрелен полицией, однако тело его загадочным образом пропало… Отправившись в город, чтобы поесть, надевшие маски Франкенштейн и Ганс сталкиваются на ярмарке с полицмейстером, некогда выдворившим барона из родного замка. Барон видит свои фамильные драгоценности на шее любовницы чиновника и вспыхивает, — происходит ссора и «узнавание» Франкенштейна, после чего барону и Гансу приходится бежать от полиции и прятаться в горах. Им помогает глухонемая девушка Рена (Кэтти Уайлд), которую Ганс защитил от хулиганов. Она показывает беглецам пещеру, где ночует и делится куском хлеба. Перекусывая, барон и Ганс осматриваются и в соседней с пещерой расщелине к своему восторгу находят монстра — после ранения он бежал в горы, где вмерз в лёд. Совместными усилиями они втроем притаскивают монстра в лабораторию, где барон и Ганс предпринимают усилия оживить монстра. Однако мозг монстра поврежден, и вернуть ему сознание не получается. Жуликоватый балаганный гипнотизер Зольтан (Питер Вудтроуп) должен снабдить его разумом. Но тот, пользуясь тем что Чудовище реагирует только на его команды как загипнотизировавшего его, намеревается использовать чудовище в своих целях и посылает его на ограбление в город против нечистых на руку первых лиц, среди которых и полицмейстер. Но чудовище быстро выходит за рамки команд, убивая горожан, и встает на пути у Зольтана. Когда он пытается заставить его убить Франкенштейна, то оно убивает самого Зольтана. После эпичной схватки, чудовище уничтожают серной кислотой, а сам Франкенштейн, пытаясь спасти оборудование, кажется тоже погибает во взрыве своей лаборатории…

## Критика
Сюжет фильма не согласуется с первыми двумя частями франшизы, и хотя режиссёр Фредди Фрэнсис постарался соблюсти внешнюю преемственность и очень умело выстроил визуальный ряд, события выглядят бессвязными — в «Проклятии Франкештейна» барон был приговорен к смерти, после чего бежал из тюрьмы и по прошествии событий «Мести Франкенштейна» в эпилоге фильма переехал в Лондон, где снова завел вполне респектабельную практику. В третьем фильме он оказывается в бегах, оборудуя лабораторию в глухом углу на заброшенной мельнице, проводя эксперименты урывками, и по ходу картины неоднократно упоминается, что он был изгнан из родины по приговору суда. В следующей картине «Франкенштейн создал женщину» снова ведёт вполне благополучное и обеспеченное существование, работая под фиктивным прикрытием своего помощника доктора Хертца. Возможно рассматривать третью часть как своего рода приквел к событиям второй — «Зло Франкенштейна» может описывать время, приходившие между основным сюжетом «Мести Франкенштейна» и её эпилогом.
Фильм получил в основном негативные отзывы и был признан худшим из цикла о чудовище Франкенштейна кинокомпании Hammer Film Productions. В настоящее время фильм также оценивается как довольно слабый, хотя некоторые рецензенты отмечают хорошую внешнюю художественную сторону, оформленную Фредди Фрэнсисом, но на Rotten Tomatoes количество положительных отзывов составляет лишь 50 %.

## Релиз
В Северной Америке фильм был выпущен на DVD 6 сентября 2005 года.